# ISO 3166-2:MR

Regionen in Mauretanien

Die Liste der ISO-3166-2-Codes für  Mauretanien enthält die Codes für die 15 Regionen.

Die Codes bestehen aus zwei Teilen, die durch einen Bindestrich voneinander getrennt sind. Der erste Teil gibt den Landescode gemäß ISO 3166-1 (für  Mauretanien MR), der zweite den Code für die Region wieder.
Die aktuellen Codes stehen auf der Seite der ISO unter #iso:code:3166:MR zur Verfügung.
 Bei dieser letzten Aktualisierung wurde der Code für Nouakchott (MR-NKC) gelöscht, nachdem der Hauptstadtdistrikt aufgeteilt worden war.
| Region             | Code  |
| ------------------ | ----- |
| Adrar              | MR-07 |
| Assaba             | MR-03 |
| Brakna             | MR-05 |
| Dakhlet Nouadhibou | MR-08 |
| Gorgol             | MR-04 |
| Guidimaka          | MR-10 |
| Hodh Ech Chargui   | MR-01 |
| Hodh El Gharbi     | MR-02 |
| Inchiri            | MR-12 |
| Nouakchott Nord    | MR-14 |
| Nouakchott Ouest   | MR-13 |
| Nouakchott Sud     | MR-15 |
| Tagant             | MR-09 |
| Tiris Zemmour      | MR-11 |
| Trarza             | MR-06 |

1Hauptstadtdistrikt